# Sharice Davids

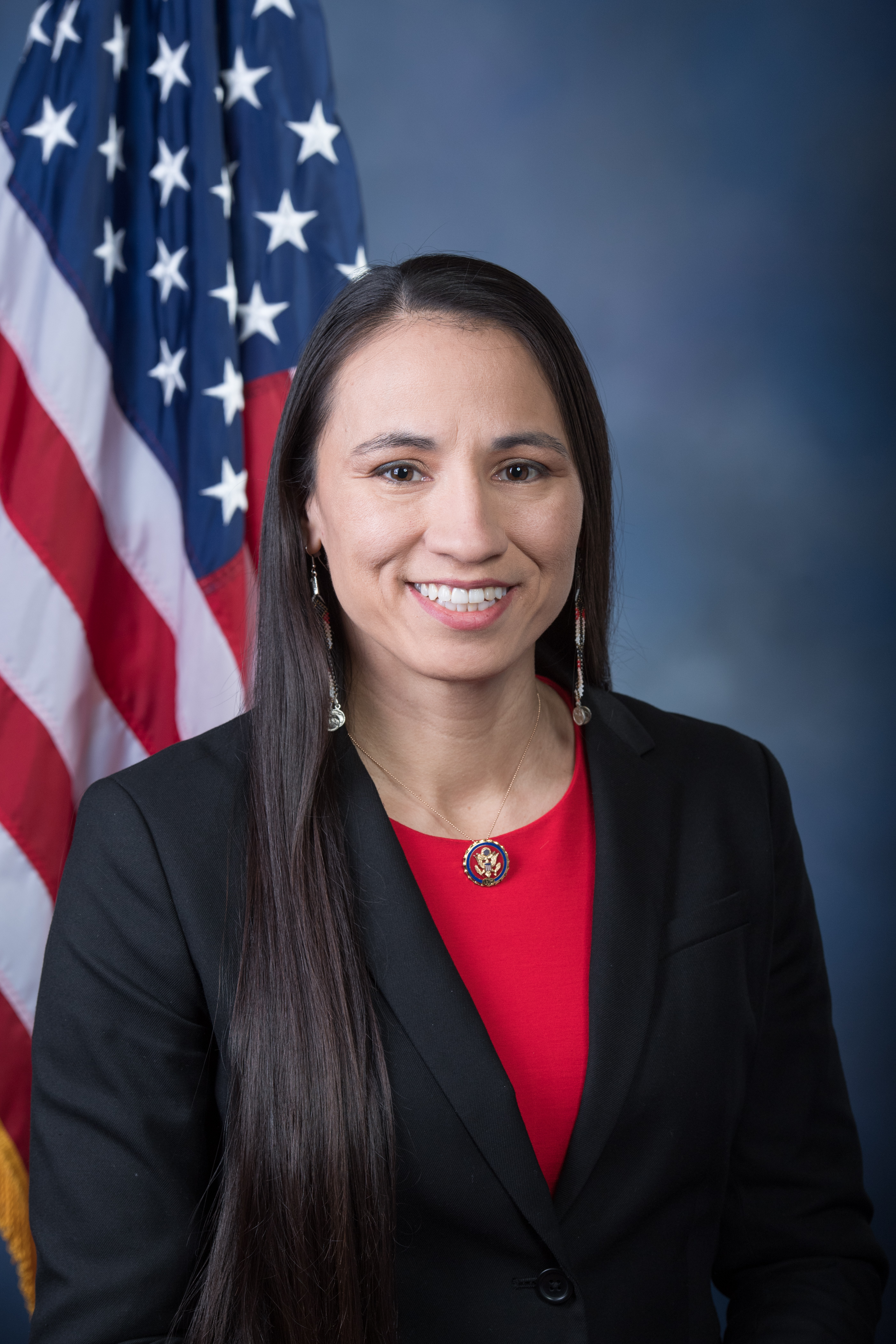
Sharice Davids (2019)

Sharice Lynnette Davids (* 22. Mai 1980 in Frankfurt am Main, Deutschland) ist eine US-amerikanische Rechtsanwältin und Politikerin der Demokratischen Partei. Seit Januar 2019 vertritt sie den dritten Distrikt des US-Bundesstaats Kansas im US-Repräsentantenhaus.

## Leben
Davids gehört dem indianischen Volk der Winnebago an. Ihre alleinerziehende Mutter diente zwanzig Jahre in der United States Army. Sie besuchte die Leavenworth High School. Im Anschluss besuchte sie die  Haskell Indian Nations University sowie die University of Kansas in Lawrence. Am Johnson County Community College in Overland Park erlangte sie 2003 einen Associate of Arts. Davids studierte schließlich noch Rechtswissenschaften an der Cornell Law School und an der University of Missouri–Kansas City, wo sie 2007 ihren Abschluss als Juris Doctor (J.D.) machte. Sie ist als Rechtsanwältin in Kansas tätig. Außerdem bestritt sie einige Kämpfe als Mixed-Martial-Arts-Kämpferin. Zwischen 2016 und 2017 war sie ein Jahr Teil des White-House-Fellow-Programms, unter Präsident Obama.
Sie lebt privat in Roeland Park (Kansas).

## Politik
Sie begann ihre politische Laufbahn als Mitglied der Demokratischen Partei. Bei der Wahl zum Repräsentantenhaus der Vereinigten Staaten 2018 trat sie für den dritten Kongresswahlbezirk von Kansas an. Sie konnte die demokratische Vorwahl mit rund 4 % Vorsprung vor dem zweitplatzierten Brent Welder sowie vier weiteren Kandidaten gewinnen. In der Hauptwahl am 6. November traf sie auf den amtierenden Vertreter Kevin Yoder von der Republikanischen Partei, sowie Chris Clemmonsvon der Libertarian Party. Sie konnte sich mit über 170.000 Stimmen und damit 53,6 % der Stimmen, bei 10 % Vorsprung, klar gegen den Amtsinhaber durchsetzen. 2020 gab es keine demokratischen Mitweberber, sodass sie die Vorwahl mit 100 % gewann. Am 3. November 2020 setzte sie sich wieder mit 53,6 % der Stimmen durch, dieses Mal gegen die Republikanerin Amanda Adkins und Steve Hohe von Libertarian Party.
Sharice Davids und Deb Haaland sind die ersten beiden weiblichen Abgeordneten indigener Abstammung, die als Abgeordnete in das Repräsentantenhaus der Vereinigten Staaten gewählt wurden. Außerdem bekennt Davids sich offen zu ihrer Homosexualität.
Die Primary (Vorwahl) ihrer Partei für die Wahlen 2022 am 2. August gewann sie erneut ohne Gegenkandidaten. Dadurch trat sie am 8. November 2022 wiederum gegen Adkins und Hohe an. Sie konnte die Wahl mit 55 % der Stimmen für sich entscheiden. Bei den Vorwahlen zur Wahl 2024 für den 119. Kongress hatte Sharice Davids keinen Herausforderer, während die Republikaner den Arzt Prasanth Reddy aufstellten. Sie gewann die Hauptwahl gegen Reddy mit 53,4 %. Davids aktuelle vierte Legislaturperiode dauert damit bis zum 3. Januar 2027.

### Ausschüsse
Davids ist aktuell Mitglied in folgenden Ausschüssen des Repräsentantenhauses:
- Committee on Agriculture
  - Conservation, Research, and Biotechnology
  - General Farm Commodities, Risk Management, and Credit
- Committee on Small Business
  - Economic Growth, Tax, and Capital Access
- Committee on Transportation and Infrastructure
  - Aviation
  - Economic Development, Public Buildings, and Emergency Management
- Joint Economic Committee

Sie ist außerdem Mitglied in der New Democrat Coalition sowie in 18 weiteren Caucuses.